# ロシア連邦防諜庁
ロシア連邦防諜庁（ロシアれんぽうぼうちょうちょう、露：Федеральная служба контрразведки、略称：ФСКは、1993年12月から1995年6月まで存在したロシア連邦の防諜、犯罪対策を行う治安機関。ロシア保安省（MB）の後継、ロシア連邦保安庁（FSB）の前身機関。

## 概要
1993年12月21日、大統領令により、保安省に基づき創設。保安省の人員は、そのままFSKに編入された。
1994年1月5日、FSK規程が承認された。定員は、7万5千人と定められ、保安省と比し46％減少し、中央機構の定員は、3,500人から1,500人にまで減少した。
1995年4月、ロシア連邦連邦保安庁機関法が成立し、同年6月、大統領令により連邦保安庁（FSB）に改称。FSKの人員は、そのままFSBに編入された。

## 組織

### 指導部
- 連邦防諜庁長官
- 第一次官/モスクワ市・モスクワ州局長
- 次官
- 次官
- 次官

### 中央機構
- 経済防諜局
- 軍事防諜局
- 防諜作戦局
- 戦略施設防諜保障局
- 組織監察局

## 歴代長官
- ニコライ・ゴルシコ Николай Голушко （1993年12月～1994年2月）
- セルゲイ・ステパーシン Сергей Степашин （1994年3月～1995年6月）